# Diócesis de Sisak
La diócesis de Sisak (en latín: Dioecesis Siscien(sis) y en croata: Sisačka biskupija) es una circunscripción eclesiástica latina de la Iglesia católica en Croacia, sufragánea de la arquidiócesis de Zagreb. La diócesis tiene al obispo Vlado Košić como su ordinario desde el 5 de diciembre de 2009. 

## Territorio y organización
La diócesis tiene 5500 km² y extiende su jurisdicción sobre los fieles católicos de rito latino residentes en parte del condado de Sisak-Moslavina.
La sede de la diócesis se encuentra en Sisak, en donde se halla la Catedral de la Exaltación de la Santa Cruz.
En 2020 en la diócesis existían 63 parroquias.

## Historia
La diócesis de Siscia, en la provincia romana de Panonia, fue erigida en la segunda mitad del siglo III: el primer obispo fue san Quirino, un mártir de la Persecución de Diocleciano. Las noticias sobre la historia de esta diócesis son escasas y aunque Siscia era la capital de Panonia Savia, no era una sede metropolitana. No se sabe cuándo se suprimió la diócesis, posiblemente circa 700. Un intento de restablecer la diócesis se hizo en 925 en el Sínodo de Split. En 1093 fue erigida la diócesis de Zagreb en el territorio de la antigua diócesis de Siscia.
De 1999 a 2009 Sisak se contó como una sede titular arzobispal. El único obispo titular fue Nikola Eterović del 22 de mayo de 1999 al 30 de noviembre de 2009, con el título personal de arzobispo, nuncio apostólico en Ucrania hasta 2004 y luego secretario general del Sínodo de los Obispos.
La diócesis fue restablecida el 5 de diciembre de 2009 con la bula Antiquam fidem del papa Benedicto XVI, obteniendo el territorio de la arquidiócesis de Zagreb; al mismo tiempo se suprimió la sede titular.

## Estadísticas
De acuerdo al Anuario Pontificio 2021 la diócesis tenía a fines de 2020 un total de 159 110 fieles bautizados.
| Año                                                                             | Población            | Población | Población      | Sacerdotes | Sacerdotes    | Sacerdotes    | Bautizados por sacerdote | Diáconos permanentes | Religiosos | Religiosos | Parroquias |
| Año                                                                             | Bautizados católicos | Total     | % de católicos | Total      | Clero secular | Clero regular | Bautizados por sacerdote | Diáconos permanentes | Varones    | Mujeres    | Parroquias |
| ------------------------------------------------------------------------------- | -------------------- | --------- | -------------- | ---------- | ------------- | ------------- | ------------------------ | -------------------- | ---------- | ---------- | ---------- |
| 2010                                                                            | 173 714              | 215 591   | 80.6           | 62         | 51            | 11            | 2801                     |                      | 11         | 81         | 80         |
| 2014                                                                            | 163 844              | 198 156   | 82.7           | 63         | 43            | 20            | 2600                     |                      | 20         | 82         | 77         |
| 2017                                                                            | 167 101              | 189 150   | 88.3           | 64         | 49            | 15            | 2610                     |                      | 16         | 82         | 74         |
| 2020                                                                            | 159 110              | 181 250   | 87.8           | 75         | 57            | 18            | 2121                     |                      | 19         | 99         | 63         |
| Fuente: Catholic-Hierarchy, que a su vez toma los datos del Anuario Pontificio. |                      |           |                |            |               |               |                          |                      |            |            |            |

## Episcopologio

### Sede antigua de Siscia
- San Quirino † (inicio del siglo IV)
- Marco † (mencionado en 343)
- Costanzo I † (mencionado en 381)
- Giovanni † (mencionado en 530)
- Costanzo II † (mencionado en 532)
- Vindemio † (antes de 579-después de 590)[4]

### Arquidiócesis titular de Siscia
- Nikola Eterović (22 de mayo de 1999-30 de noviembre de 2009 nombrado arzobispo de Cibalae)
  - Sede titular suprimida el 5 de diciembre de 2009

### Diócesis de Sisak
- Vlado Košić, desde el 5 de diciembre de 2009